# Алп Сол Тепек
Алп Сол Тепек (др. кырг. 𐱅𐰇𐰯𐰅𐰚:𐰀𐰞𐰯:𐰽𐰆𐰞, Töpek Alp Sol), также Табу Хэцзу (кит. трад. 塔布合族, пиньинь Tǎbù Hézú), Чжуу Хэсу (кит. трад. 註吾合素, пиньинь Zhúwū Hésù), Тапу Алп Сол — видный военачальник Кыргызского каганата, сыгравший существенную роль в формировании «Кыргызского Великодержавия».

## Рунический памятник
В 1915 году на территории реки Тэс был найден рунический памятник российским учёным Борисом Владимирцовым. Изначальный вариант перевода оказался ошибочным, позже, в 1969 и 1975 годах советский ученый Сергей Кляшторный опубликовал более достоверный перевод текста.

 «Я, Тепек Алп Сол, это написал. Я пребывал тогда в добром здравии.» — Текст с рунической стелы Алп Сола

## Биография
В 820 году кыргызский предводитель Ажо объявил себя каганом тем самым бросив вызов уйгурскому кагану за право господства в Великой степи.
Задолго до этого Уйгурский каганат построил линию оборонительных сооружений на территории современной Тувы для защиты своих северных границ от енисейских кыргызов. После начала войны уйгурский каган послал войско на Енисей во главе с одним из уйгурских министров, однако поход не имел успеха и войско было разбито кыргызами. Кыргызские отряды начали совершать дерзкие рейды на уйгурские укрепления и постепенно прорывали оборону уйгурских сил.
В 840 году произошло крупное сражение под столицей Уйгурского каганата, городом Хара-Балгас. Алп Сол командовал левым крылом кыргызской армии. После решающей победы в сражении кыргызы распространи свою власть на Туву и Монголию.
В 841—843 годах возглавил экспедицию в Тибет, целью которой являлось укрепление власти кыргызского кагана в сопредельных территориях и спасении танской принцессы Тайхэ.
В 842-843 годах преследуя остатки уйгуров во главе с Пан-тегином, вторгся в Восточный Туркестан и захватил города Бишбалык, Аньси, Карашар, Турфан и Джамбалык, также были подчинены местные племена восточнотуркестанские племена.
В 842-843 годах Алп Сол покорил татар, что вызвало миграцию некоторой их части в танскую провинцию Ганьсу. В том же году кыргызские отряды под руководством Алп Сола опустошили провинцию захватив с собой большую добычу.
Во время своего официального визита в Империю Тан с целью урегулирования дипломатических отношений Алп Сол сообщил китайским властям следующее:

«Нам покорилось пять племен: Аньси, Бэйтин, Дада и другие.»
В 843—847 годах провёл ряд завоевательных и грабительских походов в Южной Сибири, Маньчжурии и Тянь-Шане. Также участвовал в уничтожении остатков уйгуров во главе с Уге-ханом и Энянь дэлэ-ханом в Ордосе и Шэньси.

## Алп Сол в народных преданиях хакасов и киргизов
Некоторые учёные склонны отожествлять Алп Сола с главным героем киргизского эпоса «Манас» и хакасским мифическим героем «Чизе Хан-Солагаем».